# Bordères

Bordères este o comună în departamentul Pyrénées-Atlantiques din sud-vestul Franței. În 2009 avea o populație de 661 de locuitori.

## Evoluția populației
| An        | 1975 | 1982 | 1990 | 1999 | 2006 | 2009 |
| --------- | ---- | ---- | ---- | ---- | ---- | ---- |
| Populație | 337  | 430  | 576  | 657  | 654  | 661  |

## Personalități născute aici
- François Bayrou (n. 1951), politician, prim-ministru.